# Riders of the Plains
Pour plus de détails, voir Fiche technique et Distribution.
Riders of the Plains est un film américain réalisé par Jacques Jaccard, sorti en 1924.

## Fiche technique
- Titre : Riders of the Plains
- Réalisation : Jacques Jaccard
- Scénario : Jacques Jaccard et Karl R. Coolidge
- Pays d'origine : États-Unis
- Format : Noir et blanc - 1,33:1 - Film muet
- Genre : western
- Date de sortie : 1924

## Distribution
- Jack Perrin
- Marilyn Mills
- Ruth Royce
- Charles Brinley
- Kingsley Benedict
- Clark Comstock
- Boris Karloff